# Харахусовский улус
Харахусовкий улус, также Харахусо-Эрдниевский улус — административно-территориальная единица, существовавшая в Астраханской губернии и Калмыцкой автономной области. Во второй половине XIX века Харахусовсо-Эрдниевский улус состоял из 17 родов и 17 аймаков, принадлежащих к племени Торгут и, отчасти, Зюнгар. Кочевья Харахусо-Эрдениевского улуса находились к западу от Волги. Летняя ставка улуса располагалась в урочище Утта.
В 1896 году в Харахусовском улусе числилось 1808 кибиток, 6787 лиц мужского и 4888 женского пола, а всего 11 675 душ.

## История
Эрдниевский улус был присоединен к Харахусовскому улусу решением Правительствующем Сенате в 1844 году. Объединённый улус стал называться Харахусо-Эрдниевским. Впоследствии слово «Эрдниевский» в названии объединённого улуса отпало. Несмотря на объединение зимовки двух частей улуса были раздельными: Харахусовский зимовал в Мочагах, а Эрдениевский — близ худуков Кеште, Аким, Оргочко, а частью на займищах Волги. Общая ставка Харахусо-Эрдениевского улуса летом располагалась по худукам Эрхан-Боро и Верхний Кинтын, а зимой в с. Промысловом..
В 1853 году умер владелец улуса Джиргал Цебек-Убашиев. С его смертью прервалась линия Бокшурги. В 1853 году Харахусо-Эрдниевский улус унаследовал Церен-Убуши Дугаров, находившийся в отдаленном родстве с Икицохуровскими владельцами, представляя другую линию от сына Хо-Урлюка — Сюнке-Батура. Дугаров управлял улусом почти 20 лет и умер 29 ноября 1872 года. После его смерти, за отсутствием прямых наследников, Харахусо-Эрдениевское улусное Зарго признало улус выморочным. Однако данное решение оспаривалось Очиром Буюнтуковым (сын двоюродного брата Церен-Убаши Дугарова) вплоть до его смерти в 1886 году.
В 1918 году в Харахусовском улусе была установлена советская власть, образован исполком Совета в составе четырёх членов — двух калмыков и двух русских.
В 1920 году улус вошёл в состав Автономной области Калмыцкого народа. В 1921 году Харахусовский улус был присоединён к Икицохуровскому. Объединённый улус получил название Икицохуро-Харахусовского. В 1923 году слово «Харахусовский» в название улуса отпало.

## Население
Динамика численности населения
| 1896  | 1904 |
| ----- | ---- |
| 11675 | 7763 |

## Аймачное деление
Согласно Памятной книжке Астраханской губернии на 1914 год Харахусовский улус объединял 2 аймака:
- Харахусовский;
- Эрдниевский.